# Barrage de Glanum

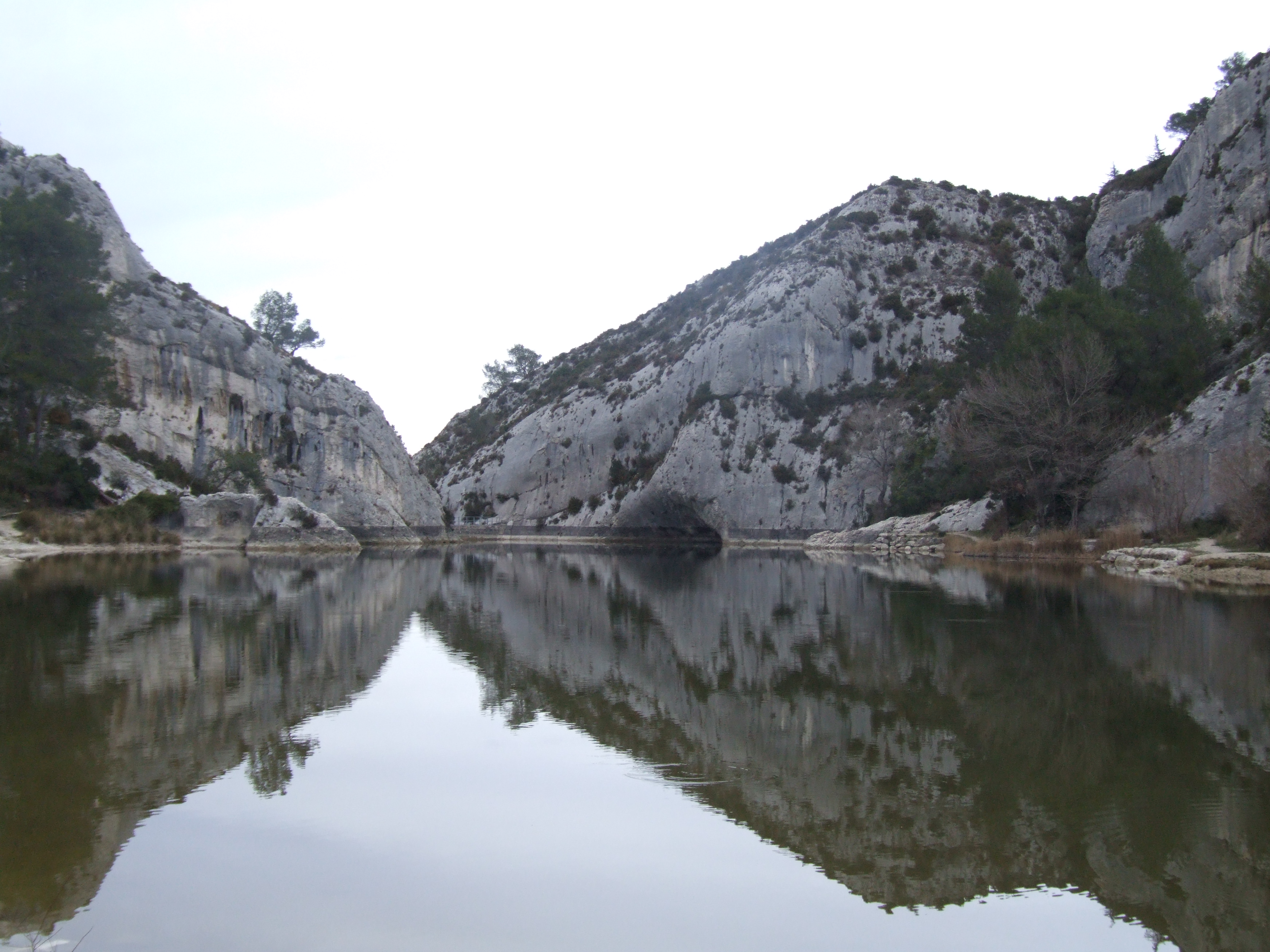
Lac de Peirou, sur le site du barrage de Glanum.

Le barrage de Glanum est un barrage antique situé à Glanum, cité de l'empire romain, aujourd'hui sur la commune de Saint-Rémy-de-Provence, département des Bouches-du-Rhône en France. Détruit lors de la construction d'un ouvrage moderne en 1891 (le barrage des Peiròu), ce barrage qui régulait l'eau d'un gaudre, servait à alimenter en eau les habitants mais aussi l'aqueduc du même nom servant à irriguer les cultures du vallon d'Auge dans les Alpilles,. Décrit par Esprit Calvet, le barrage de Glanum semble être le premier barrage voûte connu.
À la différence de l'ouvrage moderne, l'orifice de sortie d'eau du barrage original se situait 6 mètres plus bas. La concavité naturelle des parois du réservoir permettant cette solution ingénieuse.